# Ethelbert Ridge
Ethelbert Ridge ist ein Gebirgskamm aus Vulkangestein auf der westantarktischen Alexander-I.-Insel. Er ragt aus den am Fossil Bluff verorteten Gebirgsgruppen aus Sedimentgestein ostsüdöstlich des Mount Alfred auf.
Der britische Geologe Alistair Linn (* 1945) vom British Antarctic Survey benannte ihn 1970 ursprünglich als Saddleback Ridge nach dem auffälligen Bergsattel, der sich aus südlicher Blickrichtung in diesem Gebirgskamm abzeichnet. Da jedoch weitere Objekte in der Umgebung nach angelsächsischen Königen benannt sind, entschied sich das UK Antarctic Place-Names Committee am 29. April 1997 zu einer Umbenennung. Neuer Namensgeber ist Ethelbert (835–865), Regent der Unterkönigreiche Kent, Essex und Surrey von 860 bis zu seinem Tod.